# Ovidia de Francisco Pagadigorría
Ovidia de Francisco Pagadigorría (Anguiano, La Rioja, 1929) fue una periodista y camarógrafa de Televisión Española. Falleció el 19 de marzo de 2023.
Se casó en 1958 con Gabriel Alberola y tuvo 3 hijos Gabriel, Ovi y Mabel. Enviudó con 33 años, y para sacar adelante a sus tres hijos se hizo cargo del negocio familiar de fotografía y prosiguió la labor de su marido Gabriel Alberola como corresponsal de televisión Española en La Rioja en el año 1964, realizando filmaciones para el centro regional de Vizcaya. 
Fue la segunda reportera de Televisión Española en España y pionera como corresponsal. Fruto de su trabajo consigue cubrir, además del área que tiene asignada en La Rioja, el territorio de Navarra. 
Consiguió derogar la normativa taurina de la época, que no le permitía permanecer junto a un burladero de una plaza de toros.
En 1978 falleció su hijo Gabriel a la edad de 19 años durante el rodaje de un rally aéreo mientras colaboraba con ella en TVE.
Trabajo en Televisión Española como cámara y reportera hasta el año 1986.
En 2008 recibe la Medalla de Oro al Mérito del Trabajo, entregada por el ministro de Trabajo e Inmigración, Celestino Corbacho. La concesión se produce mediante el REAL DECRETO 2035/200  de 5 de diciembre. Ha fallecido hoy 19 de marzo de 2023.